# Луїс Пейдж (футболіст, 2008)
Луїс Пейдж (англ. Louis Page; нар. 10 липня 2008) — англійський футболіст, півзахисник клубу «Лестер Сіті».

## Клубна кар'єра
Вихованець клубу «Лестер Сіті». 14 жовтня 2024 року англійська газета The Guardian назвала його одним з 20-ти найкращих молодих футболістів Прем'єр-ліги.
13 серпня 2025 року дебютував в основному складі «Лестер Сіті» в матчі Кубка ліги проти «Гаддерсфілд Таун», вийшовши на заміну Віллу Алвішу.

## Кар'єра в збірній
Виступав за збірну Англії до 17. В травні 2025 року потрапив в заявку збірної Англії до 17 років на юнацький чемпіонат Європи в Албанії. На турнірі провів три матчі, а його команда не вийшла з групи.

## Особисте життя
Син колишнього англійського футболіста Дона Пейджа.

## Статистика виступів
Станом на 13 серпня 2025
| Клуб              | Сезон             | Чемпіонат         | Чемпіонат | Чемпіонат | Кубок | Кубок | Кубок ліги | Кубок ліги | Єврокубки | Єврокубки | Інші  | Інші | Всього | Всього |
| Клуб              | Сезон             | Дивізіон          | Матчі     | Голи      | Матчі | Голи  | Матчі      | Голи       | Матчі     | Голи      | Матчі | Голи | Матчі  | Голи   |
| ----------------- | ----------------- | ----------------- | --------- | --------- | ----- | ----- | ---------- | ---------- | --------- | --------- | ----- | ---- | ------ | ------ |
| Лестер Сіті       | 2025–26           | Чемпіоншип        | 0         | 0         | 0     | 0     | 1          | 0          | –         | –         | –     | –    | 1      | 0      |
| Всього за кар'єру | Всього за кар'єру | Всього за кар'єру | 0         | 0         | 0     | 0     | 1          | 0          | 0         | 0         | 0     | 0    | 1      | 0      |